# Glenn Bijl
Glenn Bijl (* 13. Juli 1995 in Stadskanaal) ist ein niederländischer Fußballspieler.

## Karriere
Bijl begann seine Karriere beim FC Groningen. Im Oktober 2014 stand er gegen Feyenoord Rotterdam erstmals im Profikader von Groningen. Ohne Profieinsatz wurde er im Januar 2016 an den Zweitligisten FC Dordrecht verliehen. Dort debütierte er im selben Monat gegen den FC Eindhoven in der Eerste Divisie. Bis Saisonende kam er zu 15 Zweitligaeinsätzen, in denen er zwei Tore erzielte. Zur Saison 2016/17 kehrte er wieder nach Groningen zurück. Dort gab er schließlich im Mai 2017 gegen den FC Twente Enschede sein Debüt in der Eredivisie.
Zur Saison 2017/18 wechselte Bijl zum Zweitligisten FC Emmen. Für Emmen kam er in seiner ersten Spielzeit zu 31 Zweitligaeinsätzen. Mit dem Klub stieg er zu Saisonende in die Eredivisie auf. In der höchsten niederländischen Spielklasse absolvierte der Außenverteidiger in der Saison 2018/19 32 Partien. In der Saison 2019/20 kam er zu 24 Erstligaeinsätzen. In der Saison 2020/21 absolvierte er 30 Partien, mit Emmen stieg er allerdings nach drei Jahren wieder in die zweite Liga ab.
Nach dem Abstieg wechselte der Defensivmann im August 2021 nach Russland zum Erstligisten Krylja Sowetow Samara.
Im Sommer 2025 folgte ein Wechsel zu Royal Antwerpen.